# Râul Băiceni
Râul Băiceni este un curs de apă, afluent al râului Dresleuca. 